# Stazione di Gaibanella
La stazione di Gaibanella è una stazione ferroviaria posta lungo la linea Ferrara-Rimini, a servizio del centro abitato di Gaibanella, frazione di Ferrara.

## Movimento
La stazione è servita da treni regionali svolti da Trenitalia Tper nell'ambito del contratto di servizio stipulato con la regione Emilia-Romagna.
A novembre 2019, la stazione risultava frequentata da un traffico giornaliero medio di circa 18 persone (10 saliti + 8 discesi).

## Servizi
La stazione è classificata da RFI nella categoria bronze.